# Alexander Lind
Alexander Lucas Lind Rasmussen (Hørning, 25 giugno 2002) è un calciatore danese, attaccante del Pisa.

## Caratteristiche tecniche
Gioca come centravanti al Pisa, giocatore di potenza, ma dotato di velocità e con piede di buona qualità.

## Carriera

### Club
Lind è entrato a far parte del settore giovanile del Silkeborg nel 2016, dopo gli esordi nella squadra della sua città natale. Ha debuttato in prima squadra il 15 dicembre 2019 nell'incontro di Superligaen perso 1-0 contro il Lyngby ed ha trovato la prima rete il 15 giugno 2020 nel successo casalingo per 6-0 contro l'Odense.
Il 12 agosto 2024 viene acquistato dal Pisa. Il 5 ottobre segna la sua prima rete nel 3 a 1 contro il Cesena.   Il 19 ottobre, nella giornata successiva, schierato nuovamente titolare da Filippo Inzaghi, segna di nuovo, questa volta contro il Sudtirol.

### Nazionale
Ha giocato con le nazionali giovanili danesi Under-16, Under-17, Under-19 e Under-21.

## Statistiche

### Presenze e reti nei club
Statistiche aggiornate al 13 maggio 2025.
| Stagione         | Squadra          | Campionato       | Campionato | Campionato | Coppe nazionali | Coppe nazionali | Coppe nazionali | Coppe continentali | Coppe continentali | Coppe continentali | Altre coppe | Altre coppe | Altre coppe | Totale | Totale | Totale |
| Stagione         | Squadra          | Comp             | Pres       | Reti       | Comp            | Pres            | Reti            | Comp               | Pres               | Reti               | Comp        | Pres        | Reti        | Pres   | Reti   |        |
| ---------------- | ---------------- | ---------------- | ---------- | ---------- | --------------- | --------------- | --------------- | ------------------ | ------------------ | ------------------ | ----------- | ----------- | ----------- | ------ | ------ | ------ |
| 2019-2020        | Silkeborg        | SL               | 4+5        | 0+2        | CD              | 1               | 0               | -                  | -                  | -                  | -           | -           | -           | 10     | 2      |        |
| 2020-2021        | Silkeborg        | 1D               | 15+6       | 1+2        | CD              | 1               | 2               | -                  | -                  | -                  | -           | -           | -           | 22     | 5      |        |
| 2021-2022        | Silkeborg        | SL               | 6          | 1          | CD              | 0               | 0               | -                  | -                  | -                  | -           | -           | -           | 6      | 1      |        |
| 2022-2023        | Silkeborg        | SL               | 3+8        | 1+1        | CD              | 2               | 0               | UECL               | 2                  | 0                  | -           | -           | -           | 15     | 2      |        |
| 2023-2024        | Silkeborg        | SL               | 20+8       | 10         | CD              | 5               | 0               | -                  | -                  | -                  | -           | -           | -           | 33     | 10     |        |
| 2024-2025        | Silkeborg        | SL               | 3          | 0          | CD              | 0               | 0               | UEL                | 2                  | 1                  | -           | -           | -           | 5      | 1      |        |
| Totale Silkeborg | Totale Silkeborg | Totale Silkeborg | 78         | 18         |                 | 9               | 2               |                    | 4                  | 1                  |             | -           | -           | 91     | 21     |        |
| 2024-2025        | Pisa             | B                | 32         | 8          | CI              | 1               | 0               | -                  | -                  | -                  | -           | -           | -           | 33     | 8      |        |
| Totale carriera  | Totale carriera  | Totale carriera  | 110        | 26         |                 | 10              | 2               |                    | 4                  | 1                  |             | -           | -           | 124    | 25     |        |

## Palmarès

### Club

#### Competizioni nazionali
- Coppa di Danimarca: 1

Silkeborg: 2023-2024